# Sneschnik
Il monte Sneschnik (in sloveno: Snežnik) con 1.543 m s.l.m. è una cima della catena montuosa delle Caravanche Orientali. La vette è situata al confine tra Austria e Slovenia rispettivamente nei comuni di Eisenkappel-Vellach e di Črna na Koroškem.